# John Wick Parabellum
Pour les articles homonymes, voir John Wick et Parabellum.
Série John Wick
John Wick 2
(2017) John Wick : Chapitre 4
(2023)
Pour plus de détails, voir Fiche technique et Distribution.
John Wick Parabellum ou John Wick : Chapitre 3 - Parabellum au Québec (John Wick: Chapter 3 – Parabellum) est un film d'action américain réalisé par Chad Stahelski, sorti en 2019. Il s'agit du troisième opus de la série de films John Wick et fait suite à John Wick (2014) et John Wick 2 (2017).
Le film commence alors que John Wick est en cavale. Il a été excommunié ; autrement dit, il est devenu un paria et une cible pour tous les tueurs du monde car il a enfreint la règle fondamentale interdisant de tuer quelqu'un sur le sol du Continental Hotel. De plus, la victime était membre de la Grande Table, qui réunit et dirige les familles criminelles de par le monde et qui a aujourd'hui mis sa tête à prix pour 14 millions de dollars. John peut malgré tout compter sur l'aide de Winston, gérant du Continental, qui lui laisse une heure avant d’être considéré comme banni. John va alors tout faire pour quitter New York en vie et trouver un moyen de mettre fin à son excommunication.

## Synopsis
Après avoir transgressé les règles du Continental en ayant tué au sein même de l'hôtel Santino D'Antonio, membre de la Grande Table, l'institution réunissant les plus puissantes organisations criminelles du monde, John Wick se voit excommunié. Il tente de quitter Manhattan avant que sa tête, mise à prix pour 14 millions de dollars, ne soit convoitée par tous les tueurs de la planète. En fuite, il se réfugie à la bibliothèque municipale de New York afin de récupérer un chapelet chrétien orthodoxe et un médaillon portant une marque, cachés dans un livre. Après avoir affronté plusieurs assassins, il se rend dans un théâtre que tient la Directrice, une femme qui l'a connu enfant et qui l'appelle par son vrai nom, Jardani Jovonovich. Elle accepte de l'aider à fuir vers Casablanca après avoir reçu de lui le chapelet et l'avoir fait marquer au fer rouge afin d'indiquer qu'il a utilisé tous ses privilèges. Parallèlement, une adjudicatrice de la Grande Table débarque au Continental de New York et rencontre Winston, puis plus tard le Bowery King, le chef de réseau d'assassins vagabonds. Parce qu'ils ont favorisé la fuite de John Wick, elle leur annonce qu'ils ont sept jours pour quitter leurs fonctions sous peine de graves conséquences.
À Casablanca, Wick retrouve Sofia, une ancienne amie devenue à présent directrice du Continental de la ville. Le tueur traqué présente la marque du médaillon rappelant qu'elle lui est liée par une dette; il lui demande de le présenter au Grand Maître de la Grande Table, le seul à avoir l'autorité pour lever la prime et l'excommunication dont il fait l'objet. Sofia le mène à Berrada, son ancien maître; l'homme dit à Wick qu'il peut trouver le Grand Maître en errant dans le désert jusqu'à ce qu'il ne puisse plus marcher. En échange de ces informations, Berrada demande à Sofia de lui offrir un de ses chiens, ce qu'elle refuse. Berrada tire alors sur le chien, qui est protégé par un gilet pare-balles, pour donner une leçon de respect à son ancienne disciple. En représailles, Sofia tire sur Berrada (et les chiens le mutilent gravement) puis le duo se fraye un chemin hors de la casbah et s'enfuit dans le désert. Sofia, ayant payé sa dette, laisse John dans le désert; il erre jusqu'à s'effondrer d'épuisement. Il est néanmoins retrouvé par les hommes du Grand Maître. John explique alors à ce dernier la raison d'être de ses actions, affirmant qu'il veut désespérément vivre pour garder le souvenir de l'amour qu'il partageait autrefois avec sa femme. Le Grand Maître accorde son pardon à John, mais seulement s'il assassine Winston et continue de travailler pour la Grande Table jusqu'à sa mort. En gage de dévouement, John coupe son annulaire et offre au Maître son alliance. Convaincu par son geste sacrificiel, celui-ci accepte l'alliance.
Pendant ce temps, l'adjudicatrice recrute l'assassin Zero et ses disciples pour faire respecter la volonté de la Grande Table. Avec l'aide de Zero, l’adjudicatrice accoste la Directrice et le Bowery King et met à exécution les représailles qu'elle avait annoncées: les deux dignitaires sont mutilés. John, de retour à New York, se voit poursuivi par les hommes de Zero, mais il s'échappe vers le Continental pour y trouver refuge. Zero tente de tuer John mais est arrêté dans son geste alors qu’il arrive au Continental de New York, avec la menace d’être frappé à son tour d'excommunication. Zero se révèle être un véritable admirateur et fan de John Wick. Ce dernier rencontre Winston, qui l'encourage à ne pas mourir en assassin mais en homme aimant et aimé de sa femme.
L'adjudicatrice arrive mais Winston refuse de quitter son bureau et John refuse de tuer Winston. En conséquence, elle révoque le statut de neutralité du Continental de New York, en avise Zero et ses élèves, puis envoie deux bus remplis d'hommes de mains de la Grande Table disposant de tenues tactiques blindées. Avec l'aide du concierge de l'hôtel, Charon, John défend le Continental des assaillants. Au départ, les forces de sécurité blindées éliminent facilement la plupart des gardes du Continental mais par la suite, John et Charon parviennent à les exterminer avec des fusils à cartouches perforantes. John est pourtant pris en embuscade par Zero et ses sbires mais il parvient à tuer tous ses hommes sauf deux, avant de blesser mortellement Zero lui-même.
L'adjudicatrice entame des pourparlers avec Winston, qui compare le déclenchement de la rébellion à une « démonstration de force » et fait pénitence pour être réintégré par la Table. Lorsque John arrive et que l'adjudicatrice le déclare être une menace pour la négociation, Winston tire sur lui à plusieurs reprises et le fait tomber du toit du Continental. Cet acte lui vaut d'être autorisé par l'adjudicatrice à reprendre ses activités et à récupérer son statut. En sortant de l'hôtel, la femme s'aperçoit que le corps de John a disparu ; elle en informe Winston et lui déclare que l'homme reste toujours une menace pour eux deux. Pendant ce temps, un John Wick blessé mais vivant est amené au Bowery King, lui-même cruellement marqué par les blessures qui lui ont été infligées. Animé de colère contre la Table, il se prépare à partir en guerre contre ses membres et demande à John son aide, qui la lui offre.

## Fiche technique
Sauf indication contraire, les informations mentionnées dans cette section peuvent être confirmées par les bases de données cinématographiques IMDb et Allociné,  présentes dans la section « Liens externes ».
- Titre original : John Wick: Chapter 3 – Parabellum
- Titre français : John Wick Parabellum (John Wick 3 : Parabellum pour la sortie en DVD[3])
- Titre québécois : John Wick : Chapitre 3 - Parabellum[1]
- Réalisation : Chad Stahelski
- Scénario : Derek Kolstad, Shay Hatten, Chris Collins et Marc Abrams, d'après une histoire et les personnages créés par Derek Kolstad
- Musique : Tyler Bates et Joel J. Richard
  - Montage musical : Richard Henderson
- Direction artistique : Naaman Marshall, Sean Mashhadian et Chris Shriver
- Décors : Kevin Kavanaugh et David Schlesinger
- Costumes : Luca Mosca
- Maquillage : Jacenda Burkett, Stephen Kelley, Michelle Kearns, Anna Stachow
- Coiffure : Therese Ducey, Jennifer Jefferson, Kerrie Smith
- Photographie : Dan Laustsen
- Son : Andy Koyama, Martyn Zub, Gabriel J. Serrano
- Montage : Evan Schiff
- Production : Basil Iwanyk et Erica Lee
  - Production exécutive : Jeff G. Waxman
  - Production exécutive (Maroc) : Karim Abouobayd, Udi Nedivi, Guy Riedel et Steven P. Saeta
  - Production déléguée : Joby Harold, David Leitch, Chad Stahelski et Jeff G. Waxman
  - Production associée : Jennifer Madeloff
  - Coproduction : John R. Saunders
- Sociétés de production :
  - États-Unis : Thunder Road Pictures, présenté par Lions Gate Films et Summit Entertainment, en association avec 87Eleven Entertainment
  - Maroc : Morocco Film Production
- Sociétés de distribution : Lions Gate Films (États-Unis, Canada) ; Metropolitan Filmexport (France) ; Belga Films (Belgique) ; Ascot Elite Entertainment Group (Suisse)
- Budget : 75 millions de $[4],[5],[6]
- Pays de production :  États-Unis[7],[N 2]
- Langues originales : anglais (avec quelques dialogues en mandarin, latin, russe, japonais, italien, arabe et indonésien)
- Format : couleur - 35 mm - 2,39:1 - son Dolby Surround 7.1 / Dolby Atmos / Dolby Digital / DTS (DTS: X)
- Genre : action, policier, thriller
- Durée : 130 minutes
- Dates de sortie[8] :
  - États-Unis, Québec : 17 mai 2019[1]
  - France, Belgique, Suisse romande : 22 mai 2019[9],[10],[11]
- Classification :
  - États-Unis : interdit aux moins de 17 ans (R – Restricted)[N 3]
  - France : interdit aux moins de 12 ans avec avertissement[9],[12],[N 4]
  - Belgique : potentiellement préjudiciable jusqu'à 16 ans (KNT/ENA : Kinderen Niet Toegelaten  / Enfants Non Admis)[10],[13],[N 5]
  - Suisse romande : interdit aux moins de 16 ans[14]
  - Québec : 13 ans et plus (violence) (13+ / 13 years and over)[1]

## Distribution
- Keanu Reeves (VF : Jean-Pierre Michaël ; VQ : Daniel Picard) : Jonathan « John » Wick
- Ian McShane (VF : Philippe Catoire ; VQ : Jean-Marie Moncelet) : Winston Scott, directeur du Continental de New York
- Halle Berry (VF : Annie Milon ; VQ : Isabelle Leyrolles) : Sofia Al-Azwar, directrice du Continental de Casablanca
- Asia Kate Dillon (VF : Margot Faure ; VQ : Magalie Lépine-Blondeau) : l'adjudicatrice de la Grande Table
- Lance Reddick (VF : Thierry Desroses ; VQ : Gilbert Lachance) : Charon, le concierge du Continental de New York
- Laurence Fishburne (VF : Saïd Amadis ; VQ : Guy Nadon) : The Bowery King
- Mark Dacascos (VF : Jean-Philippe Puymartin ; VQ : Alexandre Fortin) : Zero
- Anjelica Huston (VF : Katia Tchenko ; VQ : Anne Caron) : la Directrice, cheffe de la Ruska Roma
- Jerome Flynn (VF : Saïd Mahmoud ; VQ : Benoît Gouin) : Berrada, responsable des hôtels Continental du Maroc
- Said Taghmaoui (VF : Ali Guentas ; VQ : Adrien Bletton) : le Grand Maître de la Grande Table
- Jason Mantzoukas (VF : Laurent Morteau ; VQ : Frédéric Paquet) : l'homme qui dit tic-tac
- Tobias Segal (en) : Earl
- Tiger Chen : un assassin
- Yayan Ruhian : un élève de Zero
- Cecep Arif Rahman (en) : un élève de Zero
- Robin Lord Taylor : l'administrateur
- Boban Marjanovic : Ernest
- Randall Duk Kim (VF : Patrice Dozier ; VQ : Marc Bellier) : le docteur

Sources et légende : Version française (VF) sur AlloDoublage ; Version québécoise (VQ) sur Doublage.qc.ca

## Production

### Genèse et développement

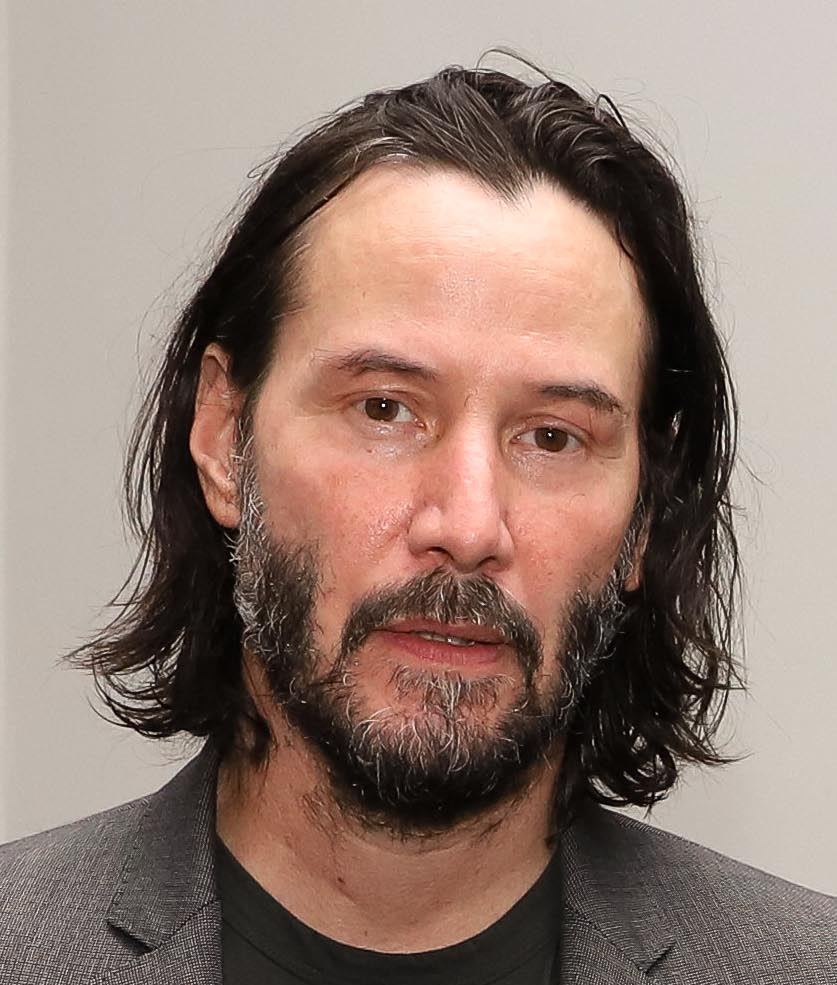
L'acteur principal Keanu Reeves en avril 2019, pour la promotion du film, au Brésil.

En octobre 2016, le réalisateur Chad Stahelski, à l’œuvre sur les deux précédents films, annonce qu'un troisième volet est en préparation. En juin 2017, Derek Kolstad, scénariste des deux films précédents, est confirmé.

### Attribution des rôles
En janvier 2018, l'acteur japonais Hiroyuki Sanada rejoint la distribution. Les retours de Ian McShane, Laurence Fishburne et Lance Reddick sont ensuite confirmés. Fin mai 2018, Halle Berry, Anjelica Huston et Mark Dacascos sont eux aussi officialisés.

### Tournage
Le tournage débute en mai 2018. Il a lieu à New York, Montréal, en Russie, en Espagne, et au Maroc (Essaouira et Erfoud).

### Musique
Comme pour John Wick et John Wick 2, la musique est composée par Tyler Bates et Joel J. Richard.
Le titre « Bullet Holes », chanté par le groupe Bush, accompagne le générique de fin.
| 1.  | Parabellum (Opening Titles)     | Tyler Bates et Joel J. Richard | 0:48 |
| 2.  | Tick Tock Mr. Wick              | Tyler Bates et Joel J. Richard | 3:11 |
| 3.  | Taxi Ride                       | Tyler Bates et Joel J. Richard | 2:47 |
| 4.  | Excomunicado                    | Tyler Bates et Joel J. Richard | 1:25 |
| 5.  | Rain Chase                      | Tyler Bates et Joel J. Richard | 1:40 |
| 6.  | Antique Gun Assembly            | Tyler Bates et Joel J. Richard | 1:25 |
| 7.  | J.W. Horse Whisperer            | Tyler Bates et Joel J. Richard | 2:05 |
| 8.  | Dance of the Two Wolves         | Julia Aks                      | 1:47 |
| 9.  | The Adjudicator                 | Tyler Bates et Joel J. Richard | 2:54 |
| 10. | Wick In Morocco                 | Tyler Bates et Joel J. Richard | 2:07 |
| 11. | Kill What You Love              | Tyler Bates et Joel J. Richard | 2:20 |
| 12. | Continental Morocco             | Tyler Bates et Joel J. Richard | 3:39 |
| 13. | Desert Walk                     | Tyler Bates et Joel J. Richard | 2:10 |
| 14. | Elder Tent Offering             | Tyler Bates et Joel J. Richard | 4:55 |
| 15. | He Shot My Dog                  | Tyler Bates et Joel J. Richard | 1:20 |
| 16. | Grand Central Station           | Tyler Bates et Joel J. Richard | 2:18 |
| 17. | Cycle Samurais                  | Tyler Bates et Joel J. Richard | 4:06 |
| 18. | The Glass House                 | Tyler Bates et Joel J. Richard | 4:37 |
| 19. | Deconsecrated                   | Tyler Bates et Joel J. Richard | 3:18 |
| 20. | Winter At The Continental       | Tyler Bates et Joel J. Richard | 2:50 |
| 21. | Shotgun Hot Tub                 | Tyler Bates et Joel J. Richard | 3:22 |
| 22. | Glass House Fight               | Tyler Bates et Joel J. Richard | 4:12 |
| 23. | Zero vs Wick                    | Tyler Bates et Joel J. Richard | 4:44 |
| 24. | Really Pissed Off (End Credits) | Tyler Bates et Joel J. Richard | 1:37 |

## Accueil

### Accueil critique
Dans les pays anglophones, John Wick Parabellum obtient des critiques favorables, obtenant un taux d'approbation de 89% basé sur 359 avis sur le site Rotten Tomatoes, pour une moyenne de 7,40⁄10 et un score de 73⁄100 sur le site Metacritic basé sur 50 avis.
En France, le site Allociné propose une moyenne de 3.5⁄5 à partir de l'interprétation des critiques de la presse.
Pour Le Parisien cet « opus [...] pourrait bien être le meilleur de la trilogie ».
Pour Le Monde « le film d’action devient ici une abstraction pure et jouissive en même temps ».

### Box-office
John Wick Parabellum prend directement la première place du box-office américain, délogeant ainsi Avengers: Endgame, avec 56 818 067 dollars de recettes pour son premier week-end à l'affiche. Il s'agit du meilleur démarrage de la franchise, surpassant les recettes en fin d'exploitation du premier volet (43 037 835 dollars en 2014). Il signe également le second meilleur démarrage de la carrière de Keanu Reeves. Délogé de la tête du box-office le week-end suivant par Aladdin, le film rétrograde en seconde position avec 24 600 000 dollars de recettes, portant le total à 100 988 941 dollars depuis sa sortie, dépassant les recettes du second volet en fin d'exploitation (92 029 184 dollars en 2017), devenant le premier film de la franchise à atteindre le cap des 100 millions de dollars de recettes et à générer le plus de recettes sur le territoire américain avant d'être dépassé par le quatrième opus. Il s'agit du premier film avec Keanu Reeves en tête d'affiche à atteindre le cap des 100 millions de dollars de recettes aux États-Unis depuis Tout peut arriver en 2003.
En France, le film signe le meilleur démarrage de la franchise pour son premier jour en salles avec 69 021 entrées (contre 31 797 entrées pour le premier et 34 057 entrées pour le second). En cinq jours, John Wick Parabellum totalise 281 936 entrées, faisant mieux que les deux premiers opus (qui ont fait que plus de 153 000 pour le premier et 166 000 entrées pour le second volet à la même période). Pour sa première semaine, le film occupe la seconde place du box-office français avec 336 599 entrées, dépassant le score du second volet en fin d'exploitation (335 241 entrées) et faisant mieux que le premier opus en première semaine (184 851 entrées),,. C'est le premier film de la franchise à occuper le podium dès sa sortie.
Avec plus de 842 000 entrées durant toute son exploitation, John Wick Parabellum est devenu l'opus le plus vu de la franchise sur le territoire français avant d'être dépassé par John Wick : Chapitre 4 (plus de 964 000 entrées).
| Pays ou région    | Box-office       | Date d'arrêt du box-office | Nombre de semaines |
| ----------------- | ---------------- | -------------------------- | ------------------ |
| États-Unis Canada | 171 015 687 $    | 12 septembre 2019          | 17                 |
| France            | 842 313 entrées, | 30 juillet 2019            | 10                 |
| Total mondial     | 326 709 727 $    | —                          | —                  |

## Distinctions
Source : Internet Movie Database et Allociné

### Récompenses et Nominations
| Distinctions du film John Wick Parabellum | Distinctions du film John Wick Parabellum                            | Distinctions du film John Wick Parabellum                                 | Distinctions du film John Wick Parabellum | Distinctions du film John Wick Parabellum |
| Années                                    | Évènements                                                           | Catégorie / Récompense                                                    | Nommé(es) / Lauréat(es) | Résultats                                 |
| ----------------------------------------- | -------------------------------------------------------------------- | ------------------------------------------------------------------------- | --- | ----------------------------------------- |
| 2019                                      | Academy of Science Fiction, Fantasy and Horror Films - Saturn Awards | Meilleur film d'action ou d'aventure                                      | John Wick Parabellum | Nomination                                |
| 2019                                      | Academy of Science Fiction, Fantasy and Horror Films - Saturn Awards | Meilleur acteur                                                           | Keanu Reeves | Nomination                                |
| 2019                                      | Academy of Science Fiction, Fantasy and Horror Films - Saturn Awards | Meilleur montage                                                          | Evan Schiff | Nomination                                |
| 2019                                      | British Film Designers Guild Awards                                  | Meilleure direction artistique et décors d'un long métrage - Contemporain | Ian Bailie, Kevin Kavanaugh, Letizia Santucci, David Schlesinger et Chris Shriver | Lauréat                                   |
| 2019                                      | Golden Schmoes Awards                                                | Meilleure scène d'action de l'année                                       | Séquence du combat final | Nomination                                |
| 2019                                      | Golden Schmoes Awards                                                | Meilleure scène d'action de l'année                                       | Séquence du oombat au couteau dans le magasin | Nomination                                |
| 2019                                      | Golden Schmoes Awards                                                | Personnage le plus cool de l'année                                        | John Wick | Nomination                                |
| 2019                                      | Golden Schmoes Awards                                                | Affiche de cinéma préférée de l'année                                     | John Wick Parabellum | Nomination                                |
| 2019                                      | Golden Trailer Awards                                                | Meilleure bande-annonce d'un film d’action                                | John Wick Parabellum | Lauréat                                   |
| 2019                                      | Golden Trailer Awards                                                | Golden Trailer du meilleur du spectacle                                   | John Wick Parabellum | Lauréat                                   |
| 2019                                      | Golden Trailer Awards                                                | Golden Trailer du meilleur blockbuster de l'été                           | John Wick Parabellum | Lauréat                                   |
| 2019                                      | Golden Trailer Awards                                                | Golden Trailer de la meilleure affiche de cinéma                          | John Wick Parabellum | Lauréat                                   |
| 2019                                      | Golden Trailer Awards                                                | Meilleure affiche d’un film d'action                                      | John Wick Parabellum | Nomination                                |
| 2019                                      | Hollywood Critics Association Midseason Awards                       | Meilleur film                                                             | John Wick Parabellum | Nomination                                |
| 2019                                      | Hollywood Critics Association Midseason Awards                       | Meilleur acteur                                                           | Keanu Reeves | Nomination                                |
| 2019                                      | IGN Summer Movie Awards                                              | Prix IGN du meilleur film d'action                                        | John Wick Parabellum | Lauréat                                   |
| 2019                                      | IGN Summer Movie Awards                                              | Prix IGN du public du meilleur film d'action                              | John Wick Parabellum | Lauréat                                   |
| 2019                                      | Location Managers Guild International Awards (LMGI)                  | Lieux exceptionnels dans un film contemporain                             | Gayle Vangrofsky | Nomination                                |
| 2019                                      | Odyssey Awards                                                       | Meilleur travail de cascade                                               | John Wick Parabellum | Lauréat                                   |
| 2019                                      | People's Choice Awards                                               | Film préféré                                                              | John Wick Parabellum | Nomination                                |
| 2019                                      | People's Choice Awards                                               | Film d'action préféré                                                     | John Wick Parabellum | Nomination                                |
| 2019                                      | People's Choice Awards                                               | Star masculine de cinéma de l'année                                       | Keanu Reeves | Nomination                                |
| 2019                                      | People's Choice Awards                                               | Star d'un film d'action de l'année                                        | Halle Berry | Nomination                                |
| 2019                                      | People's Choice Awards                                               | Star d'un film d'action de l'année                                        | Keanu Reeves | Nomination                                |
| 2019                                      | Seattle Film Critics Society                                         | Meilleure chorégraphie d'action                                           | John Wick Parabellum | Lauréat                                   |
| 2019                                      | St. Louis Film Critics Association                                   | Meilleur film d'action                                                    | John Wick Parabellum | Nomination                                |
| 2020                                      | Art Directors Guild                                                  | Meilleurs décors dans un film contemporain                                | Ian Bailie, Katya Blumenberg, Sarah Contant, Todd Harris, Ryan Heck, William J. Hopper, Kevin Kavanaugh, Scott Lukowski, Naaman Marshall, Sebastian Meyer, Alex Nice, Robert Pyzocha, Lauren Rockman, Letizia Santucci, Christian Scheurer, David Schlesinger, Chris Shriver, David Swayze, Clint Wallace | Nomination                                |
| 2020                                      | Austin Film Critics Association                                      | Meilleures cascades                                                       | John Wick Parabellum | Lauréat                                   |
| 2020                                      | Awards Circuit Community Awards                                      | Meilleure équipe de cascadeurs                                            | John Wick Parabellum | Lauréat                                   |
| 2020                                      | BMI Film and TV Awards                                               | Prix BMI de la meilleure musique de film                                  | Tyler Bates et Joel J. Richard | Lauréat                                   |
| 2020                                      | Critics' Choice Movie Awards                                         | Meilleur film d'action                                                    | John Wick Parabellum | Nomination                                |
| 2020                                      | Hawaii Film Critics Society                                          | Meilleures cascades                                                       | John Wick Parabellum | Lauréat                                   |
| 2020                                      | Hawaii Film Critics Society                                          | Meilleur son                                                              | John Wick Parabellum | Nomination                                |
| 2020                                      | Hollywood Critics Association                                        | Meilleur travail de cascades                                              | John Wick Parabellum | Lauréat                                   |
| 2020                                      | Hollywood Critics Association                                        | Meilleur film d'action / de guerre                                        | John Wick Parabellum | Nomination                                |
| 2020                                      | Hollywood Makeup Artist and Hair Stylist Guild Awards                | Meilleure coiffure contemporaine dans un long métrage                     | Therese Ducey et Kerrie Smith | Nomination                                |
| 2020                                      | Hollywood Makeup Artist and Hair Stylist Guild Awards                | Meilleur maquillage contemporain dans un long métrage                     | Jacenda Burkett, Stephen Kelley et Anna Stachow | Nomination                                |
| 2020                                      | Houston Film Critics Society                                         | Meilleure coordination de cascades                                        | John Wick Parabellum | Lauréat                                   |
| 2020                                      | Houston Film Critics Society                                         | Meilleure conception d'affiches                                           | John Wick Parabellum | Nomination                                |
| 2020                                      | Latino Entertainment Journalists Association Film Awards             | Meilleures cascades                                                       | John Wick Parabellum | Nomination                                |
| 2020                                      | Motion Picture Sound Editors                                         | Meilleur montage des effets sonores et bruitages dans un film             | John T. Cucci, Luke Gibleon, Dan O'Connell, Alan Rankin, Mark P. Stoeckinger et Martyn Zub | Nomination                                |
| 2020                                      | Music City Film Critics' Association Awards                          | Meilleur film d'action                                                    | John Wick Parabellum | Nomination                                |
| 2020                                      | Online Film and Television Association                               | Meilleure coordination de cascades                                        | Younes Afroukh, Airon Armstrong, Matt Berberi, Eric Brown, Bruce Concepcion, Jonathan Eusebio, Daniel Graham, Scott Rogers, Jon Valera et Jérémie Vigot | Lauréat                                   |
| 2020                                      | Online Film Critics Society                                          | Meilleure coordination de cascades                                        | John Wick Parabellum | Lauréat                                   |
| 2020                                      | Razzie Awards                                                        | Redeemer Award (Récompense du Rédempteur)                                 | Keanu Reeves | Nomination                                |
| 2020                                      | Taurus World Stunt Awards                                            | Meilleur coordinateur de cascade et/ou réalisateur de la 2e équipe        | John Wick Parabellum | Lauréat                                   |
| 2020                                      | Taurus World Stunt Awards                                            | Meilleur combat                                                           | John Wick Parabellum | Nomination                                |

## Éditions en vidéo
- En France, le film John Wick Parabellum est sorti en DVD, dans une version Blu-ray 4K Ultra HD + Blu-ray, puis dans une édition limitée SteelBook Blu-ray ainsi qu'en édition Limitée SteelBook Blu-ray 4K Ultra HD + Blu-ray le 23 septembre 2019[38],[39],[40],[41]. Une version Blu-ray simple est sortie le 1er janvier 2020[42]. Le film est également sorti en VOD le 13 octobre 2019[9].
- Au Québec, le film est sorti en copie numérique le 23 août 2019 mais aussi en DVD, Blu-ray et Blu-ray 4K Ultra HD le 10 septembre 2019[1].

## Autour du film

### Clins d'œil
Au moment où l'excommunicado prend effet et que John se retrouve sans arme, il entre dans une armurerie de Chinatown et démonte plusieurs revolvers pour s'en assembler un, imitant Tuco dans une scène de Le Bon, la Brute et le Truand.
Quand Winston demande à John Wick, juste après la désanctuarisation du Continental, de quoi il a besoin, ce dernier répond : « D'armes, beaucoup d'armes. » Cette réplique est prononcée dans Matrix par Neo, au moment où celui-ci se prépare à partir délivrer Morpheus avec Trinity.
Le sous-titre du film, Parabellum, en plus d'être une référence à un proverbe romain, est le nom des balles 9 × 19 mm qui sont les munitions 9 mm les plus répandue dans les pays occidentaux.
On peut également noter qu'en plus de la présence Laurence Fishburne pour incarner une seconde fois le Bowery King, l'acteur Randall Duk Kim jouant le docteur qui soigne John Wick au début du film apparaissait aussi dans le premier film de la franchise ainsi que dans Matrix Reloaded dans le rôle du Maitre des Clés.
La scène où l'adjudicatrice recrute Zero et ses disciples dans son restaurant de sushis est un clin d'oeil à Kill Bill où le personnage de La Mariée rend visite au forgeron Hattori Hanzo qui possède également un restaurant de sushis.

### Suites
Le 20 mai 2019, trois jours après sa sortie dans les salles américaines, un 4e opus est annoncé pour le 24 mars 2023.